# Lepidodactylus gardineri
Lepidodactylus gardineri — вид геконоподібних ящірок родини геконових (Gekkonidae). Ендемік Фіджі. Вид названий на честь британського зоолога Джона Стенлі Гардінера.

## Поширення і екологія
Lepidodactylus gardineri є ендеміками острова Ротума. Вони живуть у вторинних сухих тропічних лісах, в заростях Acalypha grandis, поблизу термітників.

## Збереження
МСОП класифікує цей вид як такий, що перебуває на межі зникнення, однак імовірно вимерлого. Lepidodactylus gardineri загрожує знищення природного середовища і хижацтво з боку інтродукованих мурах Anoplolepis gracilipes.